# اتر کیته یکم
اَتَر کیتَّه یکم (به انگلیسی: Attar-kittah) پسر «ایگی هالکی‌ها» پادشاه شوش و انشان، برادر کوچک‌تر «پهیر-ایشّن» بود، که بر اساس قانون ارث در آن زمان جانشین او شد. او احتمالاً از سال ۱۳۱۰ تا ۱۳۰۰ پیش از میلاد فرمان می‌رانده‌است.

## غنایم
غنایمی که اتر کیته به دست آورده بود، برخلاف گذشتگان خود در آهیتک قرار نداد بلکه در معبد ایزد اینشوشینک واقع در شوش قرار داد. حفاران فرانسوی هنگام حفر، دو گرز در آنجا یافتند که اتر کیته آن‌ها را وقف معبد کرده بود و بر یکی از آن‌ها خود را شاه انزان و شوش می‌نامد.

## آثار
در کتاب باستان‌شناسی ایلام از ایگی هالکی با نام پدر اتر کیته یاد شده که وجود کتیبه‌ای در دو سر گرز سنگی در چغازنبیل گواه بر این مدعا است.
نام اتر کیته نیز در آن برده شده و همچنین در شهریاری ایلام گفته شده که دو گرز یافته شده وقف اتر کیته به معبد بوده‌است.
مدرک دیگر و قابل توجه‌تر، نسخه بابلی نو از متنی ادبی به صورت نامه از بابل است که اکنون در موزهٔ برلین است.

## جانشین
پسر او هومبان نومنه یکم (به انگلیسی: Humban-numena) بود که پس از او جانشین شد و آجرهای کتیبه‌دار شوش نیز آن را اثبات می‌کند. او از بزرگ‌ترین پادشاهان دودمان ایگه هلکی است و سیلهه بزرگ از نوادگان او است.